# Atletiekvereniging Lyra-Lierse
Atletiekvereniging Lyra-Lierse (AV Lyra-Lierse) is een Belgische atletiekvereniging uit Lier. De vereniging ontstond in 2022 uit de fusie van Atletiekclub Lyra, opgericht in 1947, en stadsgenoot Atletiekclub Lierse, opgericht in 1954. De leden trainen in het Netestadion, dat beide clubs reeds sinds 1999 deelden. Elk jaar organiseert de club het Natuurloopcriterium van Lier, de B-meeting Memorial Jos Verstockt en de Memorial Marieke Vervoort voor atleten met een beperking; alsook de Dirk De Busser-meeting en de Pallieterveldloop.

## Geschiedenis

### AC Lyra
Op 1 oktober 1947 werd de Atletiekclub Lyra (AC Lyra of LYRA) opgericht. De club was aangesloten bij de Vlaamse Atletiekliga en Koninklijke Belgische Atletiekbond met stamnummer 110. In 1966 werd door de algemene vergadering beslist tot naamswijziging naar A.C. Herentals en verhuisde naar Herentals. In de nasleep van deze naamswijziging werd er een nieuwe club A.C. Lyra opgestart met stamnummer 344.
Op 30 juni 2013 trad gewezen olympisch kampioen Kenenisa Bekele aan op de speciaal voor hem ingerichte 10.000 m op de Memorial Jos Verstockt, onderdeel van de Flanders Cup. Hier wilde hij een ultieme poging doen om een selectie af te dwingen voor de wereldkampioenschappen van Moskou, Rusland. Bekele slaagde hier niet in en bleef steken op een tijd van 27.46,56. Op 21 juni 2014, tijdens de twaalfde editie van de Memorial Jos Verstockt, werd door Marieke Vervoort een wereldrecord neergezet op de 800 m voor wheelers bij de categorie T52. Het nieuwe wereldrecord bedraagt 2.13,19.

### Fusie tot één Lierse club
AC Lyra en AC Lierse (opgericht in 1954) trainden vroeger op verschillende locaties. Toen de stad Lier in 1999 het Netestadion aan de Aarschotsesteenweg bouwde, werd er ook een atletiekpiste aangelegd. Hierop verhuisden beide clubs hun werking en werd het nieuwe Netestadion de trainingsbasis van beide atletiekclubs. Mede dankzij de nieuwe faciliteiten die er in de jaren nadien verder uitgebouwd werden, nam het ledenaantal van beide clubs sterk toe tot een kleine 1000 leden. In de jaren sindsdien werd er meermaals over een fusie tussen beide clubs gesproken, maar het was vooral het bestuur van AC Lierse dat dit steeds tegenhield.
Na enkele verschuivingen in het bestuur werd in 2022 dan eindelijk beslist om de atletiekclubs toch samen te voegen tot een nieuwe vereniging. AC Lierse werd ontbonden en ging op 16 oktober dat jaar op in de nieuwe club AV Lyra-Lierse.

## Bekende (ex-)atleten
- Mathias Broothaerts
- Aurélie De Ryck
- Christian Iguacel
- Mats Lunders
- Els Rens
- Babette Vandeput
- Vincent Vanryckeghem
- Kobe Vleminckx
- Matthias Quintelier
- Jente Bouckaert
- Stefan Van Den Broek